# 페란 솔레
페란 솔레 살라(카탈루냐어: Ferran Solé Sala, 1992년 8월 25일~)는 스페인의 핸드볼 선수로 포지션은 라이트윙이다. 현재 파리 생제르맹과 스페인 핸드볼 국가대표팀 소속으로 뛰고 있다.
스페인 국가대표 선수로 2020년 하계 올림픽에서 동메달을 획득했다.

## 국가대표팀 경력
2016년 11월 2일에 보스니아 헤르체고비나와의 2018년 유럽 선수권 대회 참가 예선 경기를 통해 국가대표 선수로서 첫 경기를 가졌다.